# Attikait
Attikait ist ein sehr selten vorkommendes Mineral aus der Mineralklasse der „Phosphate, Arsenate und Vanadate“. Es kristallisiert im orthorhombischen Kristallsystem mit der chemischen Zusammensetzung Ca3Cu2Al2(AsO4)4(OH)4·2H2O, ist also ein wasserhaltiges Calcium-Kupfer-Aluminium-Arsenat mit zusätzlichen Hydroxidionen.
Attikait entwickelt gekrümmte, schuppige Kristalle mit glasähnlichem Glanz auf den Oberflächen, die meist zu kugeligen Mineral-Aggregaten von etwa 0,3 Millimeter Durchmesser verbunden sind. Seine Farbe variiert zwischen Hellblau und Grünlichblau, allerdings erscheint er im Durchlicht farblos. Seine Strichfarbe ist ein sehr helles Blau.

## Etymologie und Geschichte
Erstmals entdeckt wurde Attikait im „Christiana-Stollen“ (Schacht Nr. 132) bei Agios Konstantinos (Gemeinde Lavrio) in der griechischen Region Attika und beschrieben 2007 durch N. V. Chukanov, I. V. Pekov und A. E. Zadov, die das Mineral nach seiner Typlokalität benannten.

## Klassifikation
In der veralteten 8. Auflage der Mineralsystematik nach Strunz war der Attikait noch nicht aufgeführt.
In der zuletzt 2018 überarbeiteten Lapis-Systematik nach Stefan Weiß, die formal auf der alten Systematik von Karl Hugo Strunz in der 8. Auflage basiert, erhielt das Mineral die System- und Mineralnummer VII/D.25-031. Dies entspricht der Klasse der „Phosphate, Arsenate und Vanadate“ und dort der Abteilung „Wasserhaltige Phosphate, mit fremden Anionen“, wo Attikait zusammen mit Andyrobertsit, Birchit, Braithwaiteit, Calcioandyrobertsit, Englishit, Epifanovit, Esperanzait, Goldquarryit, Lavendulan, Lemanskiit, Mahnertit, Sampleit, Shubnikovit und Zdeněkit eine unbenannte Gruppe mit der Systemnummer VII/D.25 bildet.
Die von der International Mineralogical Association (IMA) zuletzt 2009 aktualisierte 9. Auflage der Strunz’schen Mineralsystematik ordnet den Attikait in die Klasse der „Phosphate, Arsenate und Vanadate“ und dort in die Abteilung „Phosphate usw. mit zusätzlichen Anionen; mit H2O“ ein. Hier ist das Mineral in der Unterabteilung „Mit großen und mittelgroßen Kationen; (OH usw.) : RO4 = 1 : 1“ zu finden, wo es als einziges Mitglied eine unbenannte Gruppe mit der Systemnummer 8.DJ.45 bildet.
In der vorwiegend im englischen Sprachraum gebräuchlichen Systematik der Minerale nach Dana hat Attikait die System- und Mineralnummer 42.06.05.03. Das entspricht der Klasse der „Phosphate, Arsenate und Vanadate“ und dort der Abteilung „Wasserhaltige Phosphate etc., mit Hydroxyl oder Halogen“. Hier findet er sich innerhalb der Unterabteilung „Wasserhaltige Phosphate etc., mit Hydroxyl oder Halogen mit (AB)2(XO4)Zq × x(H2O)“ in der „Strashimiritgruppe“, in der auch Strashimirit und Arhbarit eingeordnet sind.

## Bildung und Fundorte
Attikait bildet sich als Sekundärmineral in den oxidierten Zonen polymetallischer Sulfid-Quarz-Adern, wo er neben Quarz unter anderem noch mit Allophan, Arsenocrandallit, Arsenogoyazit, Azurit und Malachit, Beudantit, Conichalcit, Goethit, Karminit, Olivenit und Philipsbornit vergesellschaftet auftritt.
Neben seiner Typlokalität „Christiana-Stollen“ in der griechischen Region Attika ist bisher nur noch die Grube „La Amorosa“ in der Gemeinde Villahermosa del Rio der spanischen Provinz Castellón als Fundort für Attikait bekannt (Stand 2013).

## Kristallstruktur
Attikait kristallisiert orthorhombisch in der Raumgruppe Pban (Raumgruppen-Nr. 50), Pbam (Nr. 55) oder Pba2 (Nr. 32) mit den Gitterparametern a = 10,01(1) Å; b = 8,199(5) Å und c = 22,78(1) Å sowie vier Formeleinheiten pro Elementarzelle.